# نوا تی‌وی (کرواسی)
نوا تی‌وی (انگلیسی: Nova TV)، یک شبکه تلویزیونی در کرواسی با پخش رایگان راه اندازی شده در ۲۸ مه ۲۰۰۰ است. این اولین رسانه تجاری با امتیاز ملی در کشور بود. از سال ۲۰۰۴ تا ۲۰۱۸، مالکیت کامل آن متعلق به سی‌ای‌تی‌وی بود. در سال ۲۰۱۸، شرکت دایرکت مدیا، دو شرکت نوا تی‌وی و دوما تی‌وی را خریداری کرد.
تلویزیون نوا، به همراه اچ‌آرتی و RTL، یکی از سه کانال تلویزیونی کرواسی است که بیشترین میزان برنامه‌های اصلی را در کرواسی پخش می‌کند. این کانال روزنامه تلویزیونی خود را دارد، و همچنین متن‌های مختلف برنامه تلویزیونی را دارد. تعداد کمتری از سریال‌های اصلی تلویزیون واقع‌نما و مسابقه تلویزیونی نیز از این کانال پخش می‌شود. این کانال همچنین برنامه‌های خارجی اکتسابی، هم سریال‌های تلویزیونی (بیشتر زبان انگلیسی یا زبان ترکی استانبولی) و هم فیلم را پخش می‌کند.